# Sophora rubriflora
Sophora rubriflora är en ärtväxtart som beskrevs av Pu Chiu Tsoong. Sophora rubriflora ingår i släktet soforor, och familjen ärtväxter. Inga underarter finns listade i Catalogue of Life.